# 依田伊織
依田 伊織（いだ いおり、延宝9年3月13日（1681年5月1日） - 宝暦14年3月17日（1764年4月17日））は、江戸中期の神道学者である。
別名：本来は五十嵐氏で、諱（いみな）は貞鎮（さだしず）、伊織は字（あざな）で、通称は定右衛門。後に徧無為（へんむい）と号した。

## 家族

### 父母
父の義正は宋山と号し、是政村（府中市是政）の井田家から養子として入婿した。（小田原北条氏の臣、井田摂津守是政の曾孫にあたる人物である。）母は府中本町きっての旧家、持高60石余の有力農家、五十嵐家の玉露荘伯と号した人の娘である。夫婦には9人の子があり、伊織は末子である。

### 兄弟
長男、次男、四男、五男は早世した。三男は出家したものの、父母に先立ち死去している。六男の真純義存法印は、上野東叡山津梁院の住職。八男の祥雲亮厳は、紀州和歌山愛宕山円珠院の住職になり、後に弟子に寺を譲って近住の僧となった。

## 生涯
伊織は末子であったが、上の兄弟が早世・出家した為に両親を養う立場にあった。妻子を持つこと無く、出家せず、父母に孝養を尽くしながら神・儒・仏の学問を習得し、神学体系を起こして130巻にも及ぶ著作を残している。
両親没後の享保6年（1721年）41歳の時、府中本町の実家を離れ、兄が住職を務める上野寛永寺の子院「津梁院」に仮住まいをした。その後、谷中に「興雲閣」を建て著作活動を始めた。
伊織は両親や祖先の冥福を祈るために、寺院造立を願っていたが、当時は寺院の建立が抑止されていて、願いは叶わないまま月日が流れた。
寛保3年（1743年）の冬、衰微はしていたが10石6斗余の朱印地を有する、由緒ある府中の天台宗「善明寺」の若い住職、證海が移築の申し出をして、再建することになった。伊織は祖先の館跡を提供、財を寄進し、現在の悲願山善明寺を延享2年（1745年）に改建した。改建後は寺内に悲願山文庫を建立して著作・蔵書を中心に多くの人を指導した。
善明寺は安楽律院派の寺院であったが、宝暦8年（1758年）天台宗における安楽律の廃止をうけて、やむなく一向大乗寺に属することになった。この時、京都の冷泉先大納言宗家卿の別宅に仮居して著作集「大教小補」等の仕上げをしていた伊織は、急遽江戸に帰り事後対応に追われ、著作活動は終わることになる。そして安楽律復旧の訴訟を行うために、江戸にやってきた退散律僧に東京谷中の自宅を開放し、世話をした。
宝暦14年（1764年）3月17日、持病の癪が悪化し、多くの弟子達に見守られながら84歳で没している。善明寺には帰葬された伊織の墓「偏無居士依田君之墓」が、両親の供養塔と並んで本堂裏にある。碑文もあり下野国（現：栃木県）の大平山神社主、青木摂津守政勝の撰文で証海居士が碑銘を作っている。墓は現在、都の旧跡に指定されている。
伊織が没して8年後の安永元年（1772年）9月、安楽律院派は復活して、善明寺もまた證海光潤が復帰、律院となった。